# Wang Jianan
Wang Jianan (王嘉男S, Wáng JiānánP; Shenyang, 27 agosto 1996) è un lunghista cinese.

## Palmarès
| Anno | Manifestazione      | Sede           | Evento         | Risultato | Prestazione | Note                                     |
| ---- | ------------------- | -------------- | -------------- | --------- | ----------- | ---------------------------------------- |
| 2013 | Campionati asiatici | Pune           | Salto in lungo | Oro       | 7,95 m      |                                          |
| 2013 | Mondiali            | Mosca          | Salto in lungo | 23º (q)   | 7,59 m      |                                          |
| 2014 | Mondiali juniores   | Eugene         | Salto in lungo | Oro       | 8,08 m      |                                          |
| 2015 | Mondiali            | Pechino        | Salto in lungo | Bronzo    | 8,18 m      |                                          |
| 2016 | Mondiali indoor     | Portland       | Salto in lungo | 8º        | 7,93 m      |                                          |
| 2016 | Giochi olimpici     | Rio de Janeiro | Salto in lungo | 5º        | 8,17 m      |                                          |
| 2017 | Mondiali            | Londra         | Salto in lungo | 7º        | 8,23 m      |                                          |
| 2018 | Giochi asiatici     | Giacarta       | Salto in lungo | Oro       | 8,24 m      | Record dei Giochi                        |
| 2019 | Mondiali            | Doha           | Salto in lungo | 6º        | 8,20 m      | Miglior prestazione personale stagionale |
| 2021 | Giochi olimpici     | Tokyo          | Salto in lungo | 20º (q)   | 7,81 m      |                                          |
| 2022 | Mondiali            | Eugene         | Salto in lungo | Oro       | 8,36 m      | Miglior prestazione personale stagionale |
| 2023 | Mondiali            | Budapest       | Salto in lungo | 5º        | 8,05 m      |                                          |
| 2023 | Giochi asiatici     | Hangzhou       | Salto in lungo | Oro       | 8,22 m      |                                          |
| 2024 | Mondiali indoor     | Glasgow        | Salto in lungo | 9º        | 7,74 m      | Miglior prestazione personale stagionale |
| 2024 | Giochi olimpici     | Parigi         | Salto in lungo | 8º        | 8,03 m      |                                          |